# Sinop (Mato Grosso)
Pour les articles homonymes, voir Sinop.
Sinop est une ville brésilienne de l'État du Mato Grosso. Sa population était estimée à 103 868 habitants en 2006. La municipalité s'étend sur 3 194 km2.

## Maires
| Période | Période | Identité     | Étiquette | Qualité |
| ------- | ------- | ------------ | --------- | ------- |
| 2009    | 2012    | Juarez Costa | PMDB      |         |

## Sport
La ville dispose de son propre stade, le stade municipal Massami-Uriu, dans lequel évolue le principal club de football de la ville, le Sinop Futebol Clube.